# Макажойский историко-архитектурный комплекс
Макажойский историко-архитектурный комплекс состоит из нескольких сооружений, построенных в XII—XVIII веках. Комплекс признан объектом культурного наследия регионального значения.

## Описание
В состав комплекса входят две боевые башни и мечеть, которые также признаны объектами культурного наследия. Комплекс расположен в селе Макажой, в 9 км к юго-западу от высокогорного озера Кезенойам в Веденском районе Чечни. В 2018 году начались работы по реставрации комплекса.
Обе башни комплекса ориентированы углами по сторонам света и стоят на скальном основании. При их строительстве использовались тщательно обработанные камни, которые скреплены глинистым раствором.
Первая башня стоит на краю широкого каньона и имеет основание размером 4,90×4,85 м. На момент до начала реставрации сохранились её стены до высоты 10 метров. На северо-восточной стене на высоте 5 м на одном из камней есть петроглифы в виде спиралей. На противоположной стене на высоте 3 м на камне высечены зооморфные изображения. Стены башни на уровне основания имеют толщину 0,8 м.
Вторая башня также стоит на скальном основании на крутом берегу реки Ансалта. Она расположена в восточной части села. Стены башни уцелели до высоты 15 м. На стенах имеются бойницы. Основание имеет размеры 5,1×5,1 м, толщина стен первого этажа 0,9 м. Эта башня перестроена из жилой.
Мечеть расположена на восточной окраине села и имеет два этажа. Как и башни комплекса, она сложена из хорошо обработанных камней на глинистом растворе. Стены мечети ориентированы по сторонам света, южная стена является фасадной. Длина сооружения 11,7 м, ширина 10,8 м, стены имеют высоту 8,5 м и толщину 0,65 м. На момент начала реставрации кровля отсутствовала. На стены нанесено большое число петроглифов.

## Галерея

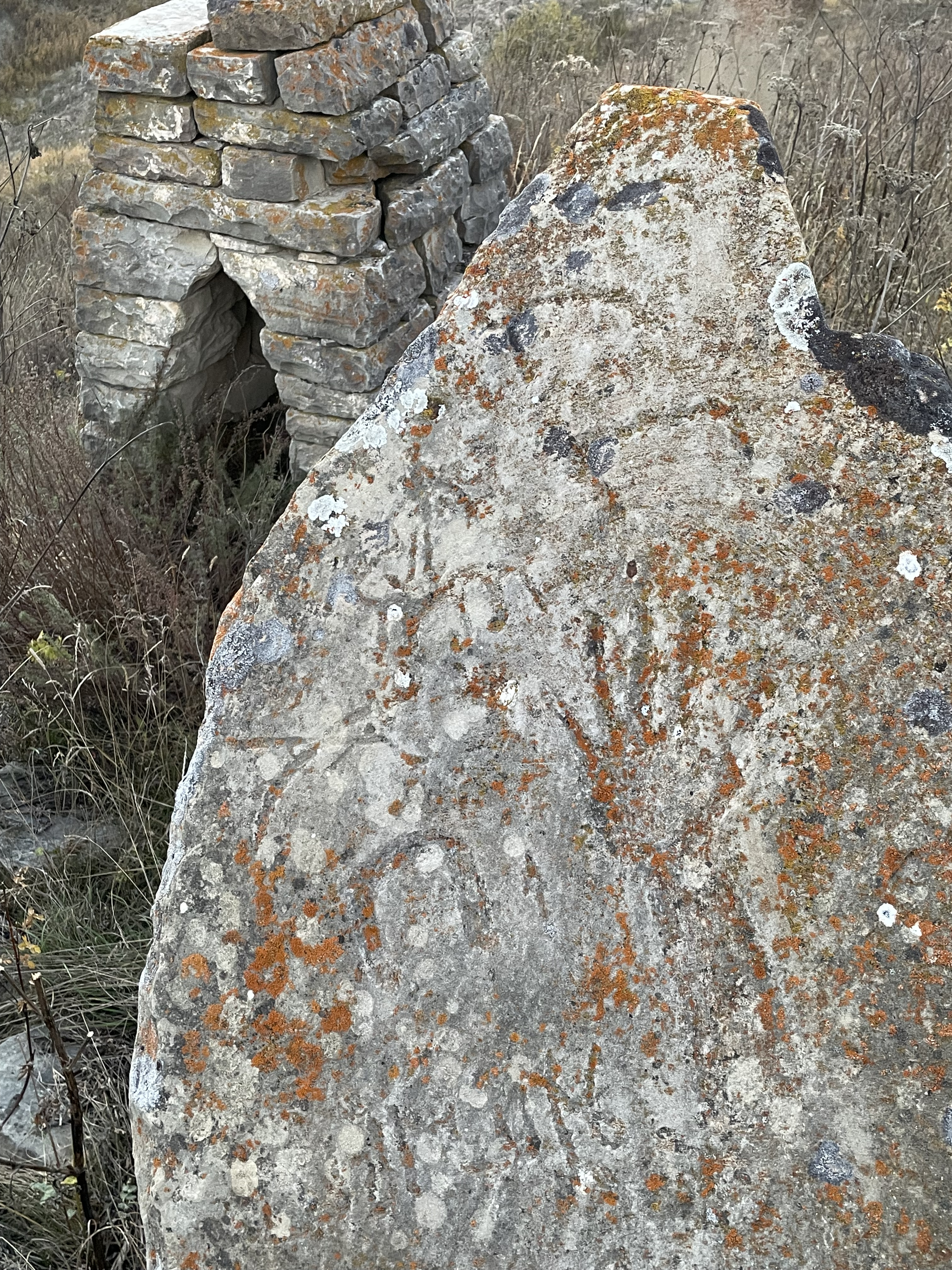
Петроглифы на надгробных камнях в Макажое.
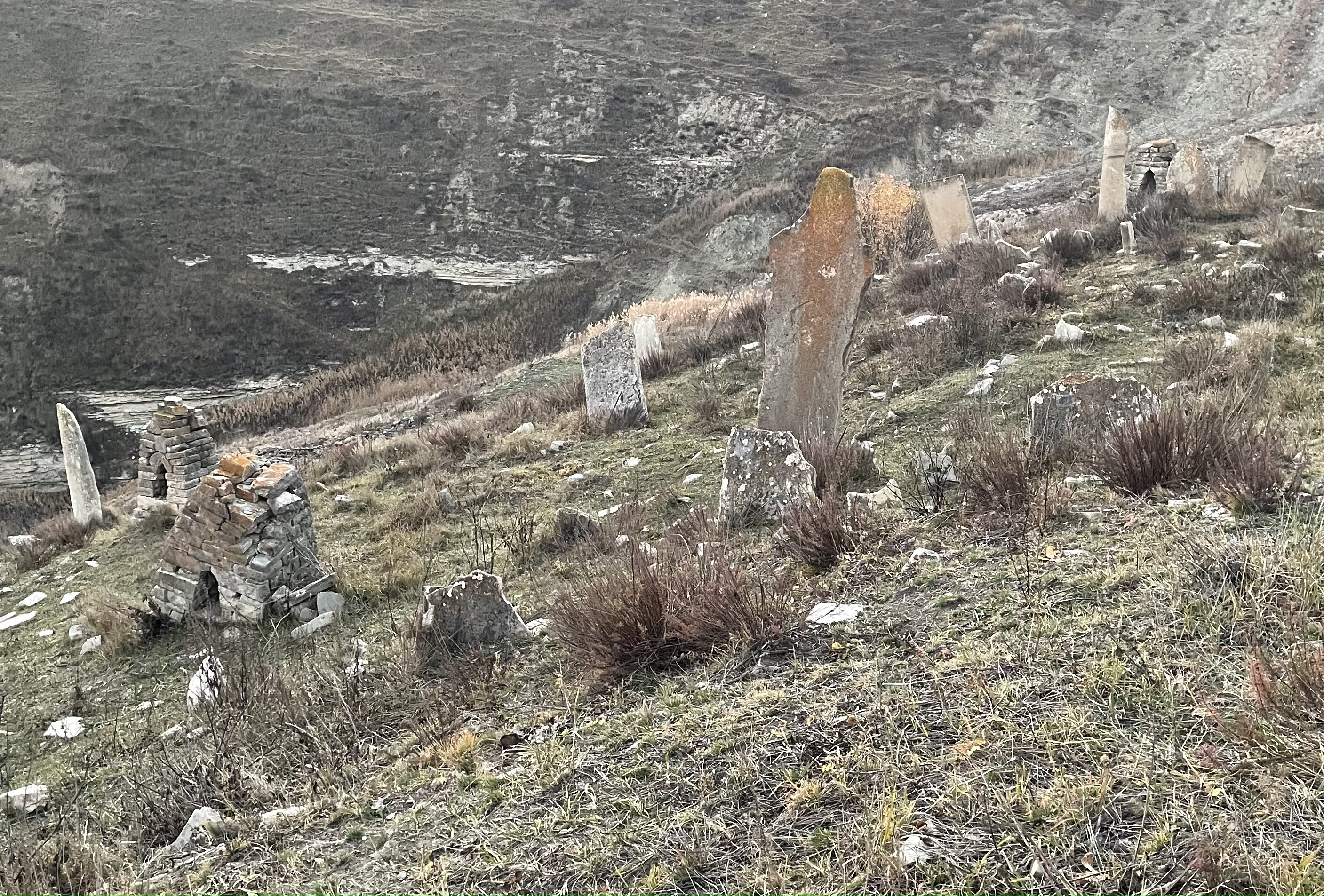
Древние надмогильные памятники в кладбище Макажоя.
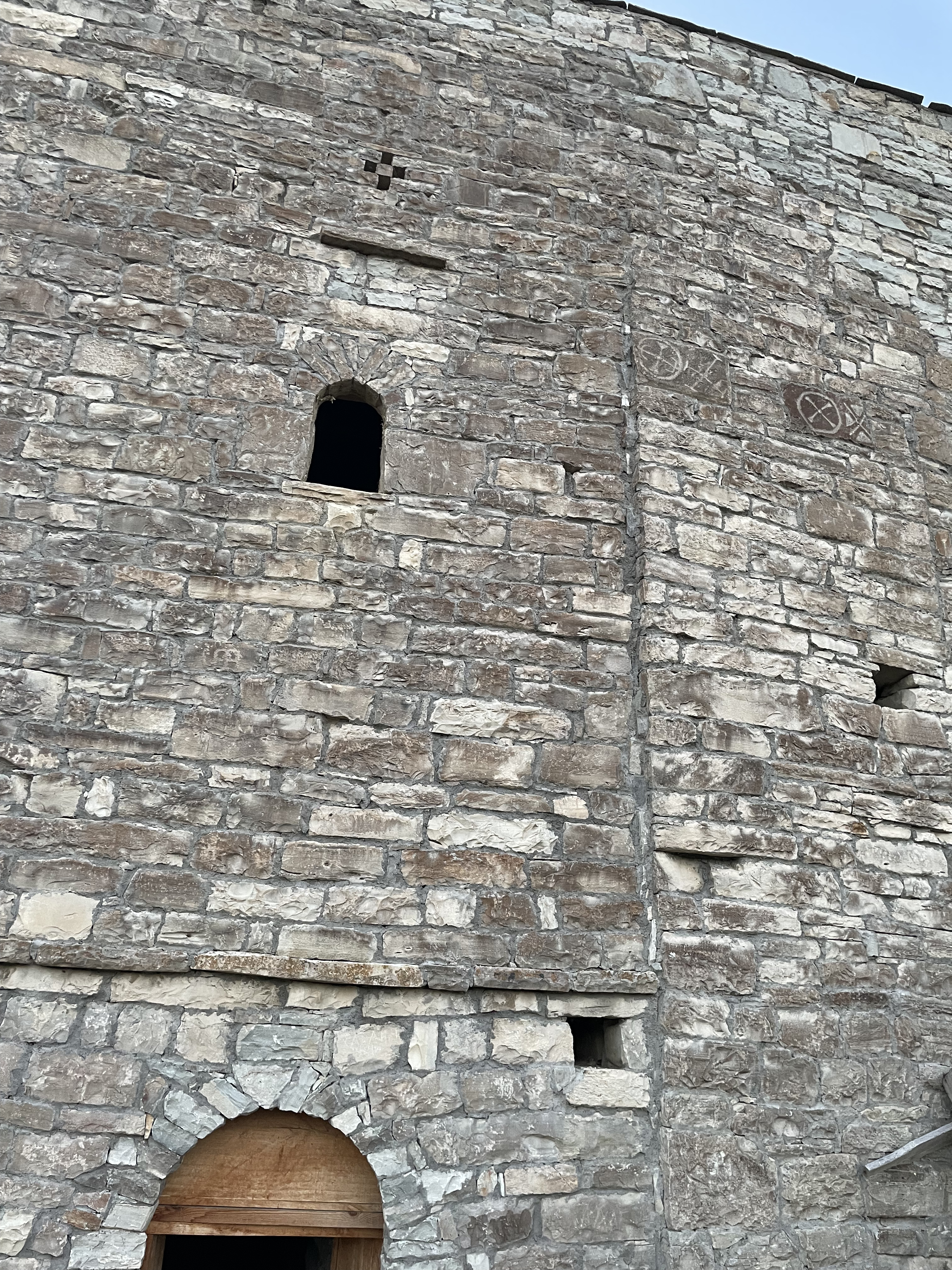
Петроглифы на мечети XVI века. Макажой.